# Torca

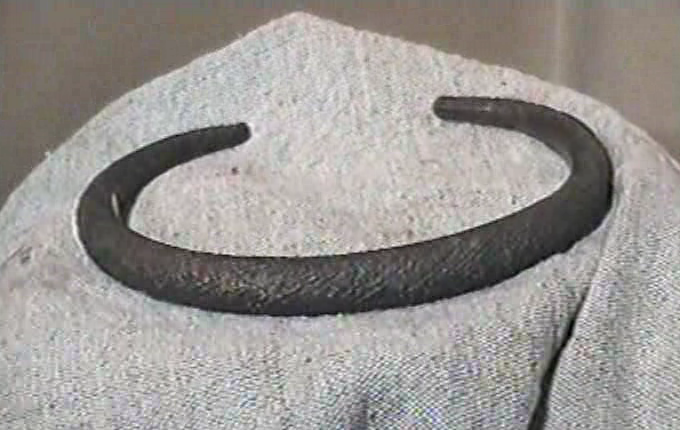
Torca de l'edat de bronze, descobert a Ucraïna.

Una torca (del llatí torquis o torques, de gènere masc. i fem., deverbal del verb torqueo ‘torçar’, a causa de la forma torta del collaret) és un collaret rígid i rodó, que està obert en la part anterior, com una ferradura circular, fet de peces de metall retorçades. Tot i estar oberts, semblaven dissenyats per ésser lluïts de manera semi permanent, i resultarien difícils de traure. S'han trobat proves de l'ús de torques a les cultures escita, il·líria, tràcia, celta i altres cultures de l'edat del ferro (entre els segles VII i III aC). La torca desapareix en la cultura celta en l'època de les invasions, però durant l'època dels vikings, tornen a aparèixer collarets en forma de torca. És important notar que degut al fet que torc significa en irlandès antic ‘senglar’, similar al gal torcos, es pot establir una relació amb el valor sagrat de l'animal en la mitologia cèltica. Això faria pensar en alguna mena d'equivalència entre el collaret i el símbol animal per a mort i resurrecció.

## Terminologia i definició
El terme ve del llatí torquis o torques, de torqueo ‘tòrcer’, arran de la forma torçada del collaret. Típicament les dues puntes de la torca presentaven ornaments esculpits amb esferes, poals o formes zoomòrfiques, i amb menor freqüència figures humanes. El cos del collaret estava normalment, encara que no sempre, revestit. Encara que els més comuns eren els collarets, existien també polseres d'aquesta forma. Les torques eren fets de cordes de metall entrellaçat, normalment or, bronze o coure, i en molt pocs casos plata, ferro o altres metalls. Exemples més elaborats, sovint buits per dins, se servien de diverses tècniques de fabricació.

## Orígens
La torca apareix a l'art escita, des dels inicis de l'edat del ferro, i és introduïda a l'Europa celta al voltant del 500 aC. Una de les primeres torques descobertes forma part del tresor de Pereshchepina, del segle VII aC. Exemples posteriors s'han localitzat a l'aixovar funerari de Tolstaya i a la regió del Kuban, datats al segle iv aC.

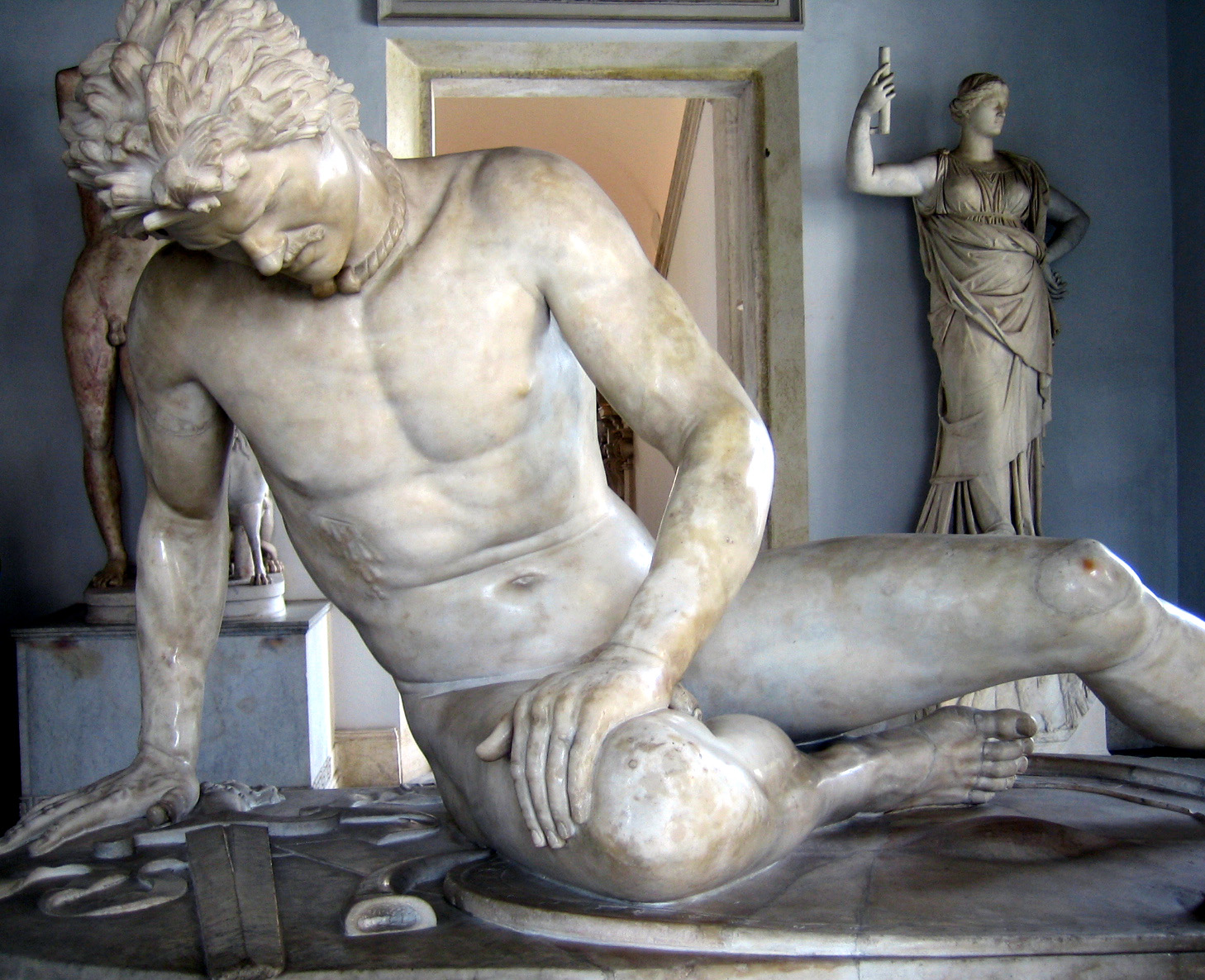
El gal moribund, als Museus Capitolins

També té antecedents als collarets d'or de l'edat del bronze, sovint anomenats també torcs, com els tres collarets trobats al Tiers Cross (Pembokeshire, Gal·les), datats entre els segles XII i XI aC. i el tresor de Milton Keynes, que contenia també dues torques. Una de les representacions més antigues d'una torca és la del guerrer de Hirschlanden (segle VI aC). La coneguda escultura hel·lenística El gal moribund també duu una torca.